# Bryologie

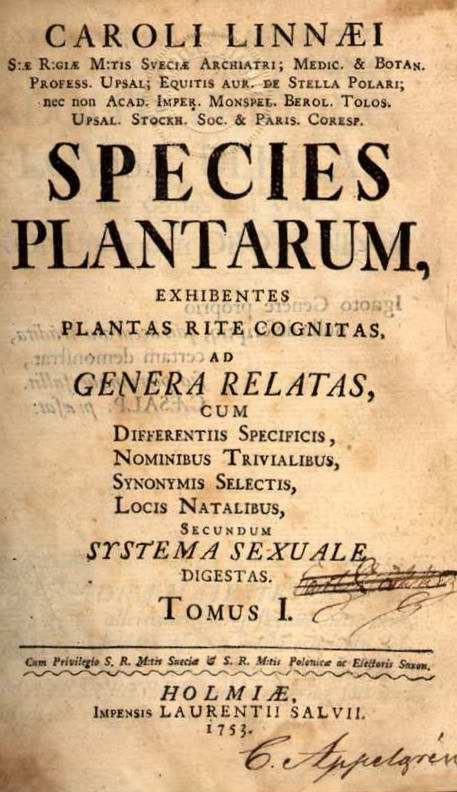
Carl Linné – kniha Species plantarum, mj. starting point pro vědecká jména játrovek a hlevíků

Bryologie (z řečtiny βρυον (řasa, lišejník, mech) + λόγος (slovo)) je věda zabývající se mechorosty (tedy játrovkami, mechy a hlevíky).

## Historie bryologie
Jako samostatný vědní obor začíná v osmnáctém století — základním dílem je Fundamentum historiae naturalist muscorum Johanna Hedwiga z roku 1792, které se zabývá reprodukcí mechorostů a jejich základní taxonomií. Jeho taxonomické dílo Species muscorum (1801) je ustanoveno jako „starting point“ pro vědecká jména mechů (pokud byl mech popsán před tímto datem, není to jméno závazné). „Starting point“ pro játrovky a hlevíky je dílo Species plantarum (1756), které napsal Carl Linné.

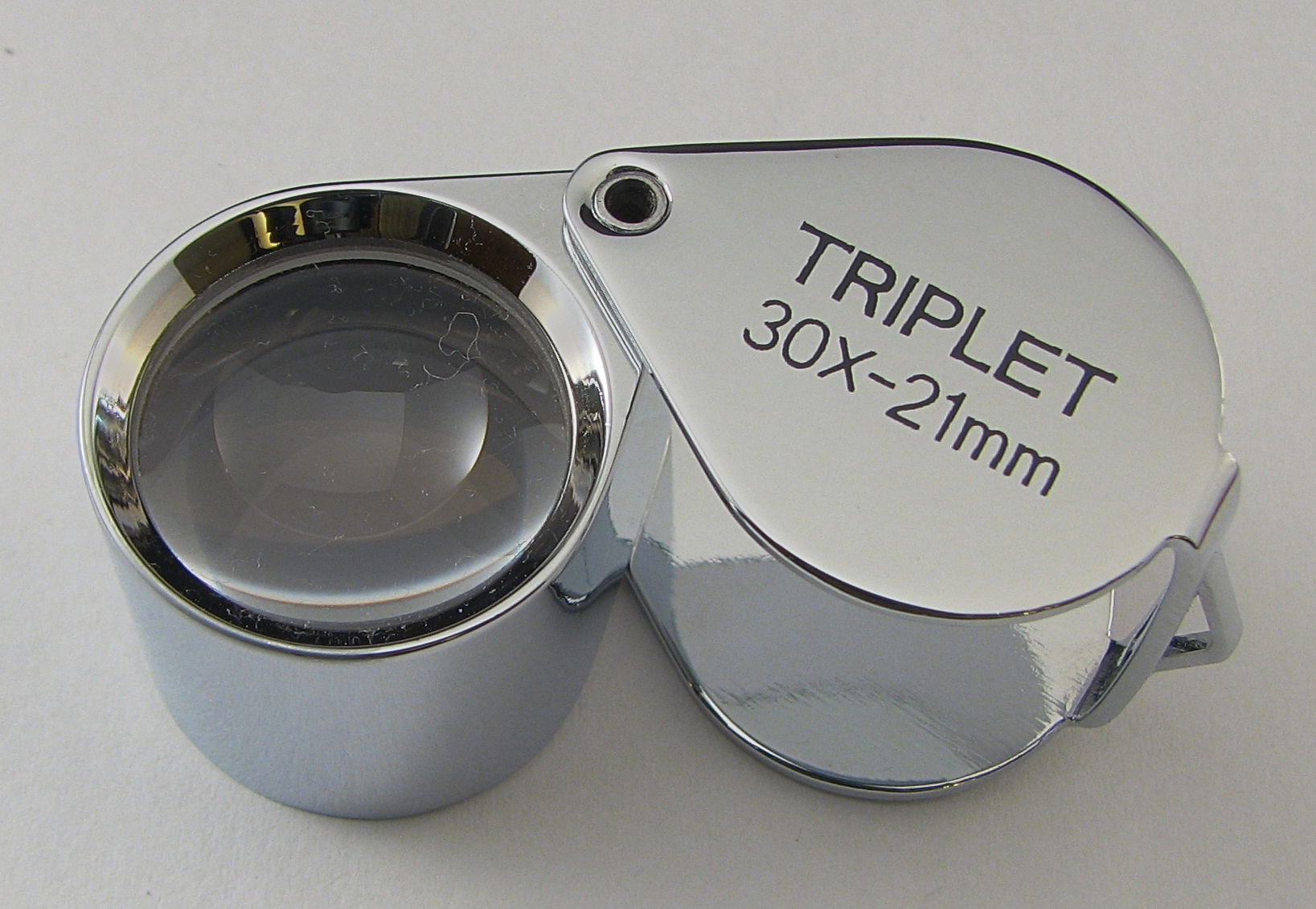
botanická lupa – nezbytné vybavení bryologa v terénu

## Oblasti bryologie
Bryologie není uniformním oborem a pracovní náplň jednotlivých bryologů se může značně lišit.
- taxonomie mechorostů
- ekologie mechorostů
- fyziologie mechorostů
- populační biologie mechorostů
- bryofloristika
- ochrana mechorostů

## Určování mechorostů
Určování mechorostů je poměrně komplikovaná záležitost vyžadující značnou praxi. V terénu se mechy prohlížejí s použitím 15-30× zvětšující botanické lupy, s jejíž pomocí lze určit velkou část nálezů, nicméně některé skupiny je nutné určovat doma s použitím mikroskopu. Určovací literatura je problematická. Vzhledem k nepatrné velikosti důležitých znaků nelze určovat mechorosty pouze podle fotografických atlasů (ty slouží spíše k učení a pro zpětnou kontrolu) a je nutné použít určovací klíče. V českém jazyce jsou bohužel dostupné pouze zastaralý Klíč k určování mechorostů ČSR (1960)  a novější online klíč Mechorosty České republiky (2004), který ale není kompletní. Většinou je tak potřeba použít i několik zahraničních klíčů.
Významnější položky se archivují v bryologickém herbáři. Ten má obvykle podobu papírových obálek, v nichž je položka volně vložena. Obálky se skladují buď v krabicích nebo v deskách.

## Bryologie v Česku
České amatérské i profesionální bryology sdružuje Bryologicko-lichenologická sekce České botanické společnosti. Tato sekce vydává 2× ročně časopis Bryonora. Na jaře a na podzim pořádá několikadenní setkání (bryodny) na různých místech ČR. Náplní bryodnů jsou především exkurze a přednášky. Bryologové obvykle působí na univerzitách, v muzeích, v AOPK a národních parcích.
Bryologická laboratoř je např. na katedře Biologie a ekologie Ostravské Univerzity. Aktuálně se zde studují epifytické mechorosty, konkrétně čeleď Orthotrichaceae. Autorem hlavních publikovaných výsledků zde je zejména Doc. RNDr. Vítězslav Plášek, Ph.D. Na Jihočeské univerzitě se bryologie studuje na katedře Botaniky Přírodovědecké fakulty pod vedením Doc. Mgr. Jana Kučery, Ph.D. Další bryologové jsou například na Masarykově univerzitě v Brně nebo na Karlově univerzitě v Praze.